# Café Iruña (Pamplona)
El Café Iruña es una antigua cafetería de Pamplona (Navarra) situado en la Plaza del Castillo, en la planta baja del edificio construido por el Crédito Navarro, diseñado por el arquitecto riojano Maximiano Hijón y reformado entre 1932 y 1934 por Víctor Eusa.Fue fundado la víspera de fiestas de San Fermín en 1888. Era uno de los lugares más visitados por el escritor estadounidense Ernest Hemingway, visitante muy habitual de la ciudad y de Navarra, existiendo por esta razón, desde hace varios años, una espacio temático llamado "El Rincón de Hemingway” donde se exponen fotografías de la época y preside el lugar una escultura, en tamaño natural, dedicada al escritor realizada por el escultor José Javier Doncel. En el mismo edificio, en la primera planta, se encuentra el Nuevo Casino Principal de Pamplona.

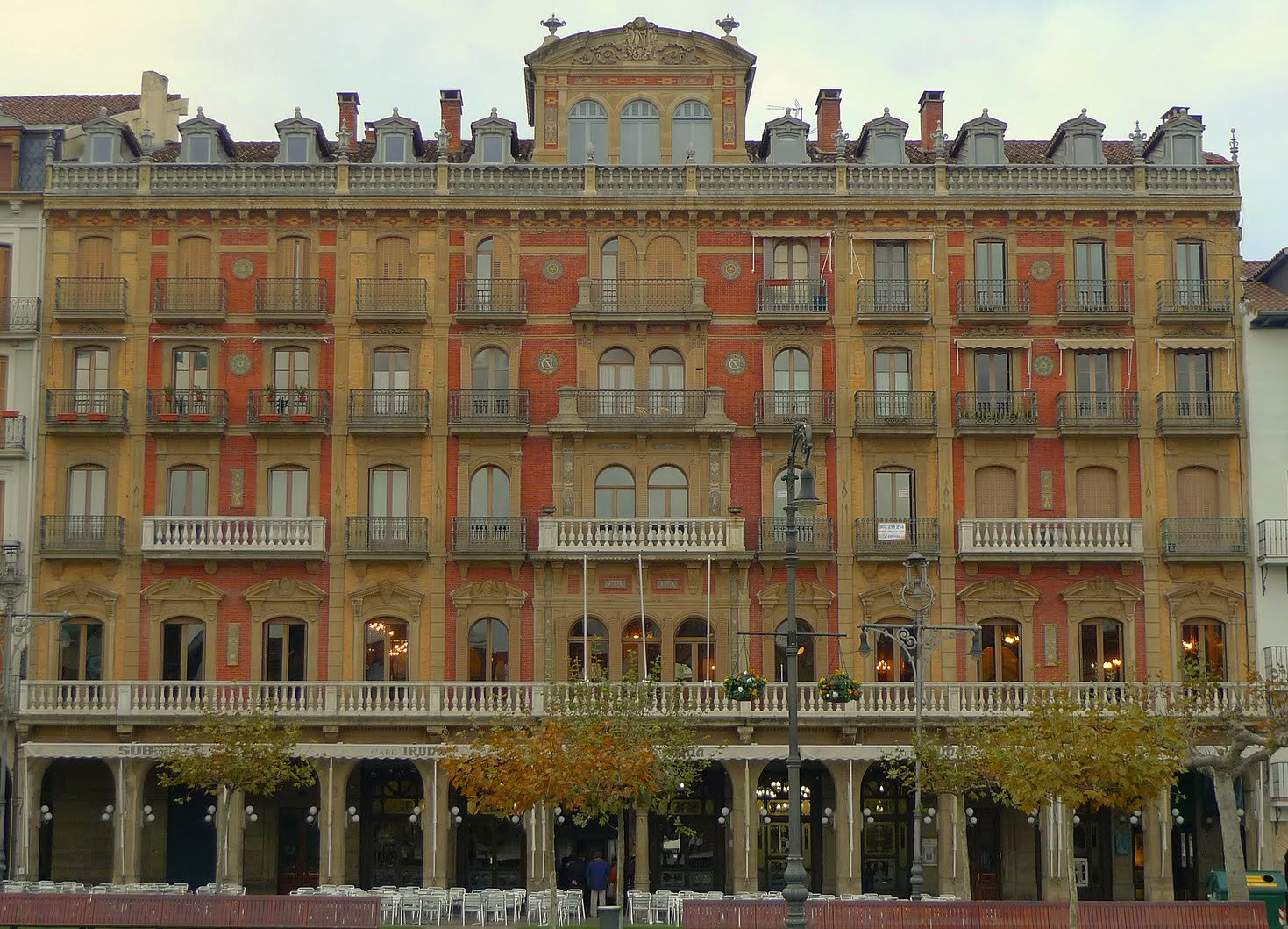
Edificio del Crédito Navarro, sede del Café Iruña que encima tiene el Nuevo Casino Principal (planta 1ª).

## Historia
Inaugurado oficialmente el 2 de julio de 1888 por un grupo de pamploneses, al público se "abrió la víspera de San Fermín y estaba lleno de gente". Ocupaba la parte baja del edificio levantado por el Crédito Navarro, siendo el primero en utilizar hierro en los forjados de la estructura. Parece que también fue el primer establecimiento comercial de Pamplona en tener luz eléctrica. 
Según las crónicas de la época, era el lugar de reunión de vecinos y visitantes.
El interior muestra una decoración y ambientación propia de finales del siglo XIX y principios del siglo XX. En la terraza exterior se ofrecen mesas donde comer o beber.

## Ernest Hemingway
Mención especial merece la figura de Ernest Hemingway por su vinculación con este establecimiento durante las numerosas estancias en fiestas de San Fermín que este escritor norteamericano vivió en Pamplona. Algunas de sus novelas, como Fiesta, Adiós a las armas, Por quién doblan las campanas o El viejo y el mar, se empezaron a escribir en este lugar.

## Rodajes cinematográficos
Su carácter emblemático propicia que sea un lugar deseado para el rodaje de películas y documentales. La película Fiesta (1957), dirigida por Henry King, realizó numerosas tomas de varios lugares de Pamplona, entre ellos el Café Iruña, aunque «ninguno de sus numerosos protagonistas, Ava Gadner, Tyrone Power, Errol Flyn, Mel Ferrer, Eddie Albert, Juliette Greco y Robert Evans, estuvo en Pamplona.»

## Premio Café Iruña
Entre 1983-1989 se otorgó un premio literario para novela corta, en castellano y en euskera, que se mantuvo durante seis años:
| Edición | Castellano                       | Obra                        | Euskera                     | Obra                   |
| ------- | -------------------------------- | --------------------------- | --------------------------- | ---------------------- |
| 1983    | Gerardo di Masso                 | La penumbra                 | Joxean Sagastizabal Errazu  | Jolasean               |
| 1984    | Xosé Cermeño                     | Las Diosas Vírgenes         | Xabier Quintana Urtiaga     | Ta Marbuta             |
| 1985    | José Guillermo García Valdecasas | El huésped del Rector       |                             |                        |
| 1986    | Ángel Sorní                      | Ha sido la Mano negra, papá | Xipri Arbelbide             | Piarra Topet Etxahun   |
| 1988    | Dolores Soler-Espiauba           | Crónica del Olvido          | Iñaki Bernaola Lejarza      | Zugarramurdiko Kontesa |
| 1989    | Alfredo Marculeta                | El Fiscal de la República   | Iñaki Mendiguren Bereziartu | Haltzak badu bihotzik  |

## Sede

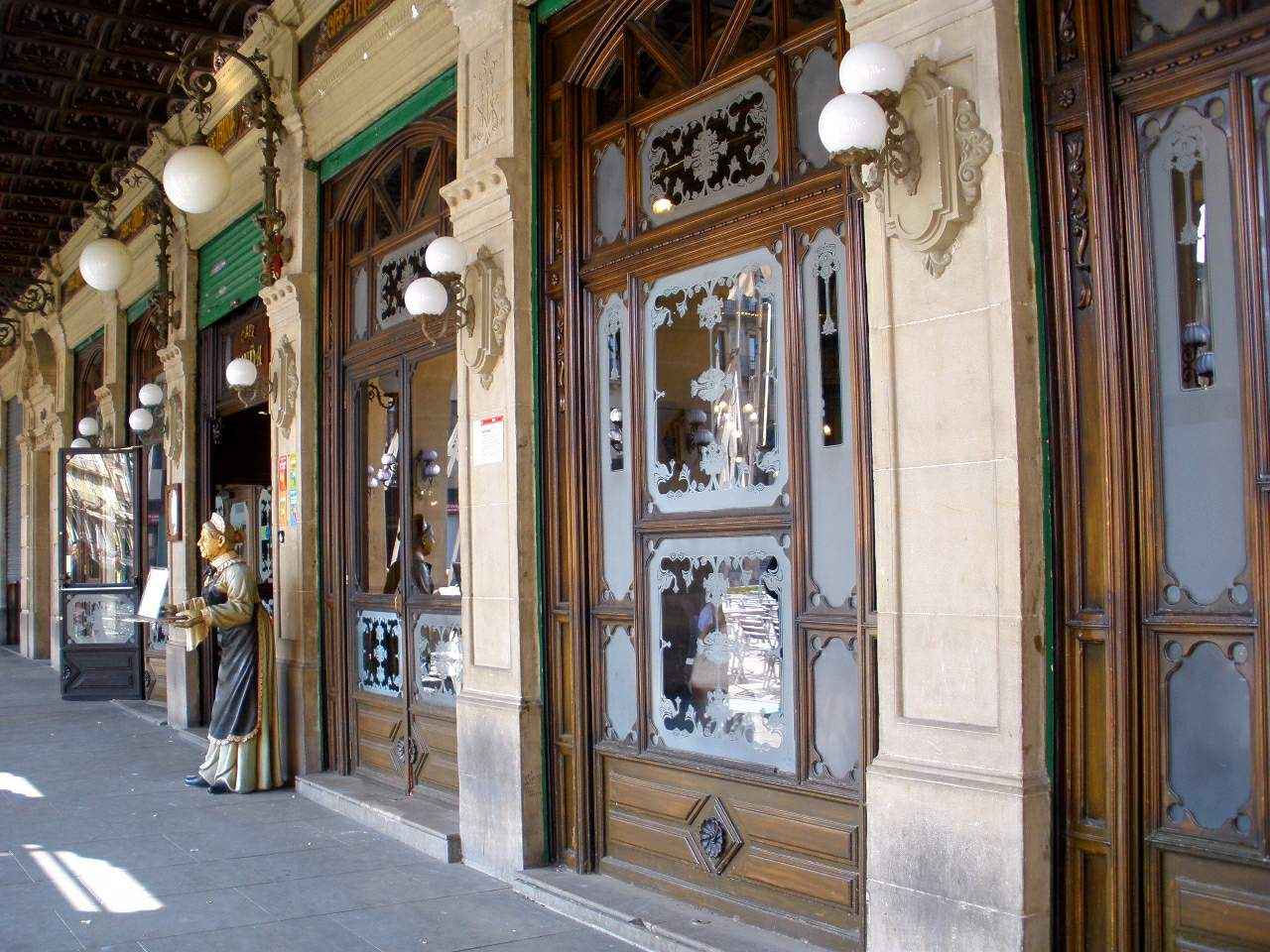
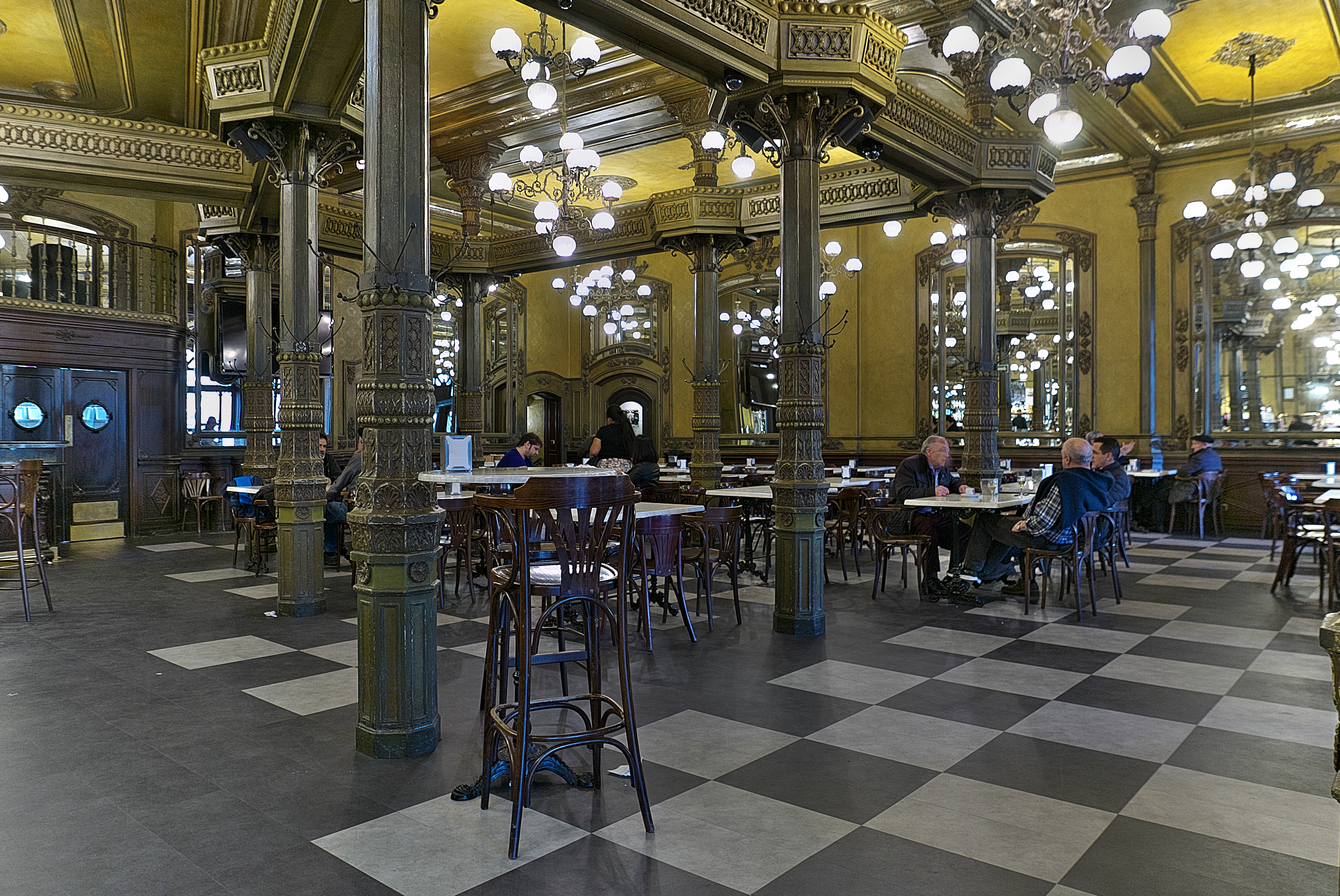
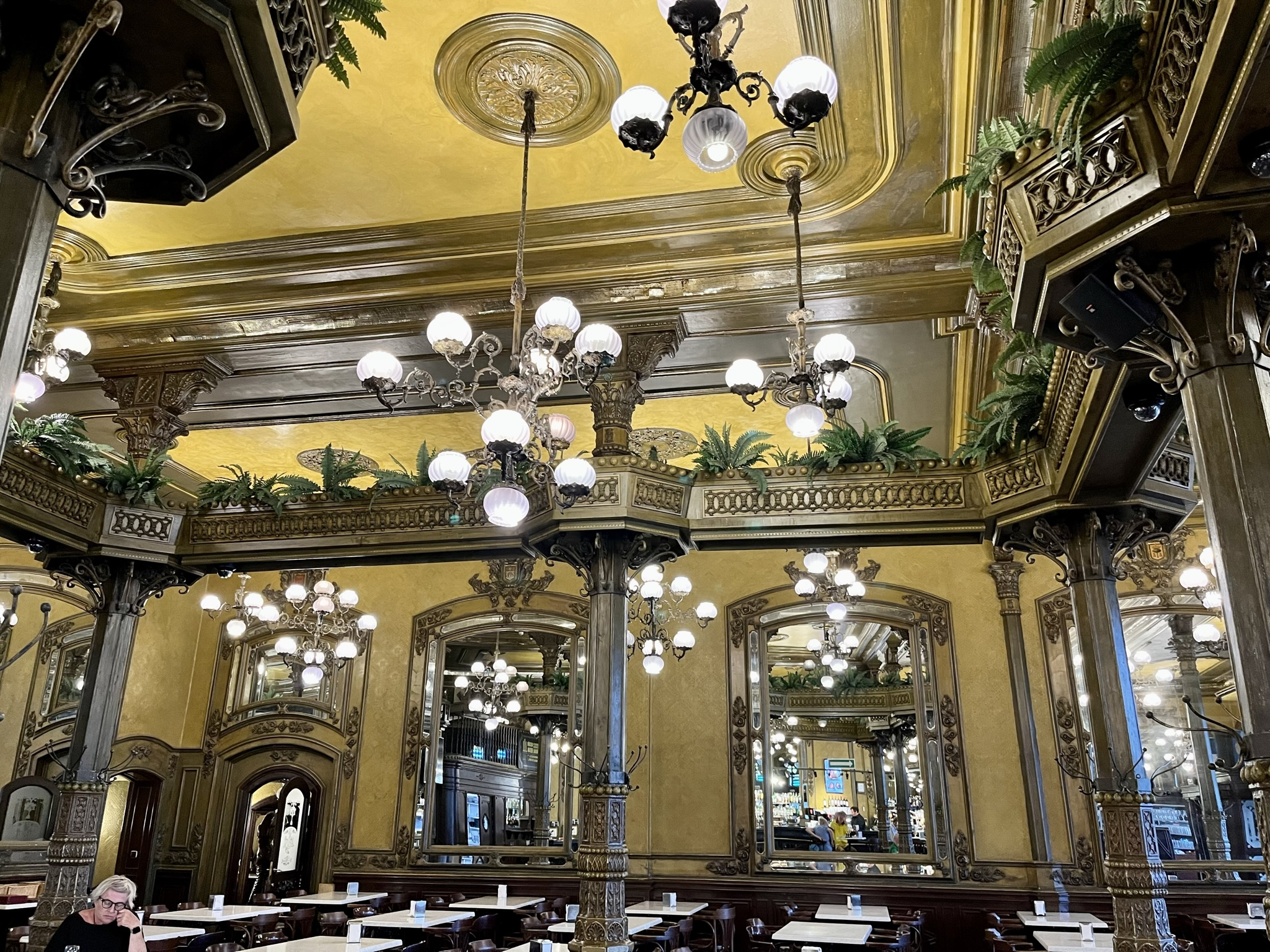
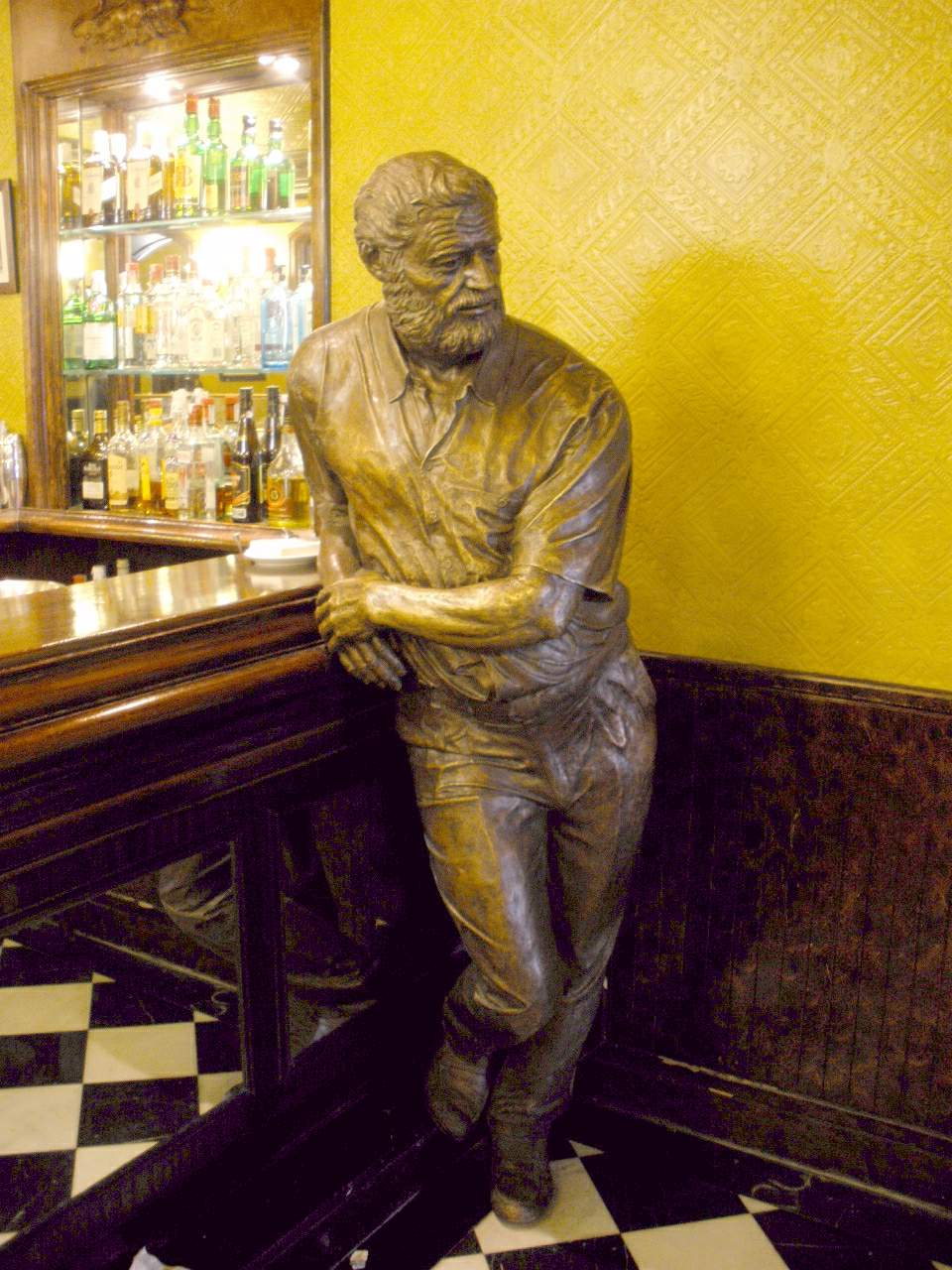
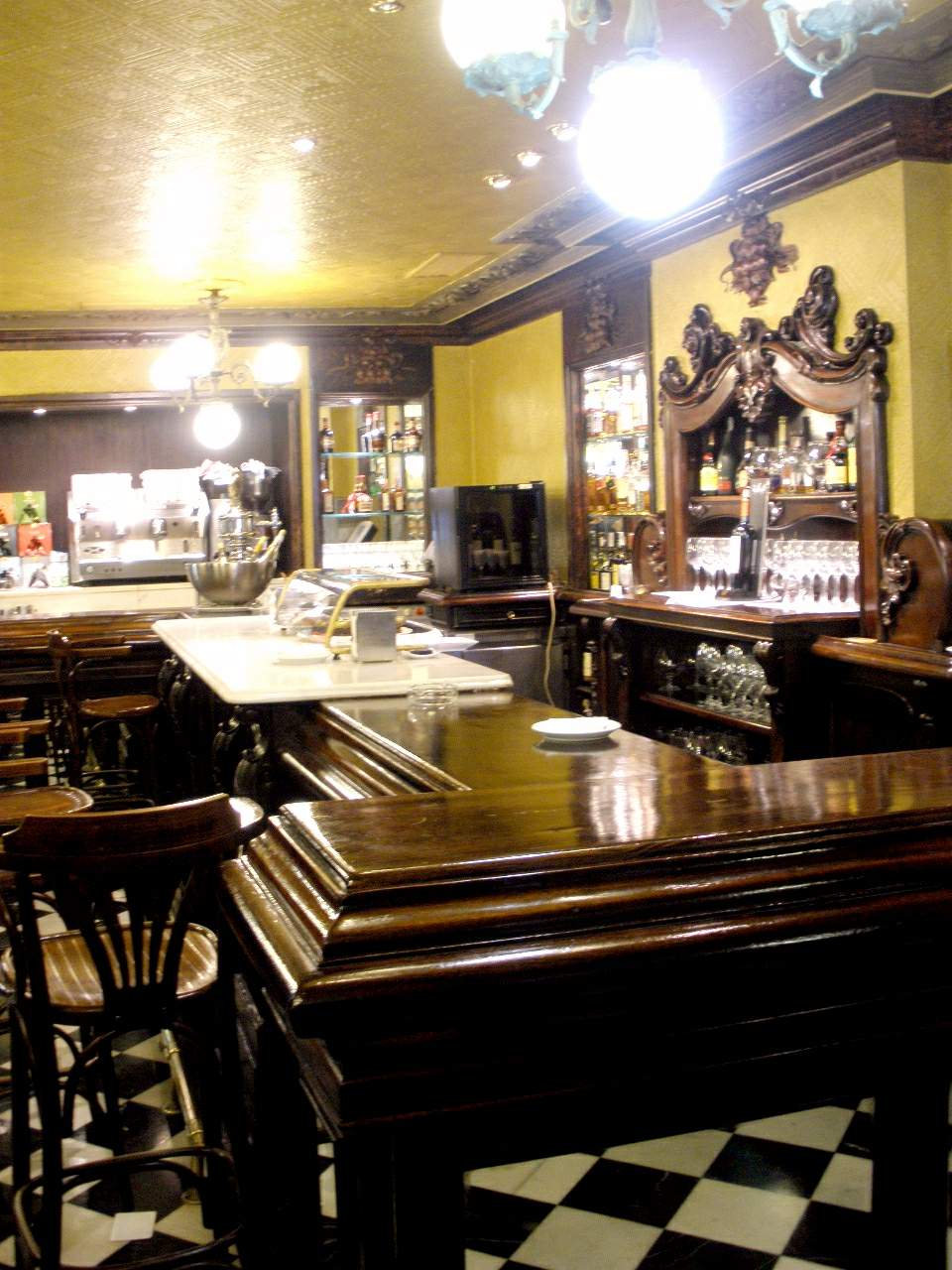

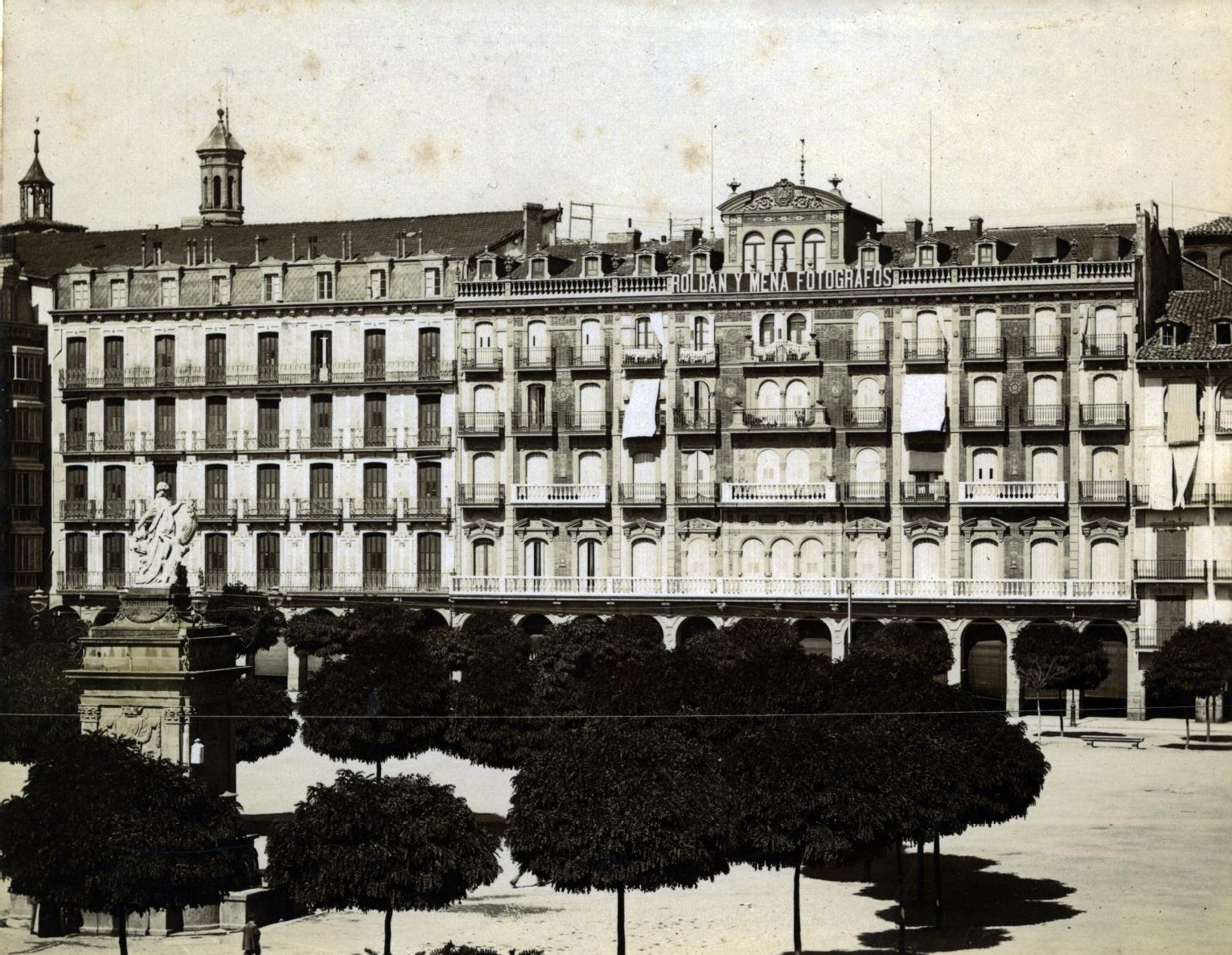
Foto de Julio Altadill, fechada entre 1892-1898, donde se muestra la Plaza de la Constitución (así llamada entonces) con la estatua de la Mariblanca en el centro. El edificio del Crédito Navarro ya tenía el Café Iruña aunque no todavía el Nuevo Casino Principal.